# Hugo de Vermandois
Hugo de Vermandois zwany Le Maisné (Młodszy) (ur. 1057, zm. 18 października 1101 w Tarsie) – hrabia Vermandois i Valois, syn króla Francji, Henryka I i Anny Kijowskiej.
Na początku 1096 Hugo i jego brat Filip I zaczęli rozważać udział w krucjacie po tym, jak do Paryża dotarły wieści z synodu w Clermont. Filip sam nie mógł uczestniczyć w krucjacie, ponieważ został ekskomunikowany, Hugo natomiast postanowił wziąć w niej udział. W lecie 1096 opuścił Francję i udał się do Włoch, skąd statkiem dostał się do Bizancjum (większość innych armii krzyżowców podróżowało lądem). Podczas drogi wielu rycerzy z armii dowodzonej przez hrabiego Emicho i pokonanej przez Węgrów przyłączyło się do Hugona. Hugo wypłynął z Bari, przed portem bizantyjskim w Dyrrachium sztorm zniszczył wiele z jego statków.
Hugo i większość jego rycerzy została uratowana i wysłana pod eskortą do Konstantynopola, gdzie przybyli w listopadzie 1096. Przed przybyciem Hugo wysłał arogancki list do cesarza Aleksego I Komnena, domagając się aby cesarz przyjął go z honorami godnymi księcia oraz uznał się za jego wasala.
W 1098 po sukcesie krzyżowców pod Antiochią, Hugona wysłano z powrotem do Konstantynopola, aby przyprowadził posiłki od cesarza. Aleksy nie był zainteresowany wspieraniem krzyżowców, a Hugo zamiast wrócić do Antiochii i pomóc w oblężeniu Jerozolimy, wrócił do Francji. W domu potępiono go za to, że nie dotrzymał przysięgi krzyżowca i nie zakończył swojej „pielgrzymki” w Jerozolimie. Papież Paschalis II chciał go nawet ekskomunikować. W 1101 Hugo dołączył do drugiej fali krzyżowców, we wrześniu w bitwie z Turkami został ranny i w następnym miesiącu zmarł z powodu ran.

## Potomstwo
Ożenił się z Adelajdą (ur. ok. 1062, zm. 1124), córką Herberta IV, hrabiego de Vermandois. Miał 9 dzieci:
- Raoul I de Vermandois (ur. 1085, zm. 1152) – hrabia de Vermandois i de Valois
- Henryk (zm. po 1130), pan de Chaumont-en-Vexin
- Szymon de Vermandois (zm. 1148), biskup Noyon
- Wilhelm de Vermandois (zm. po 1096)
- Matylda de Vermandois (ur. 1080–1131), żona Raoula I, pana de Beaugency
- Beata de Vermandois (zm. po 1144), żona Hugona III, pana de Gournay-en-Bray
- Elżbieta de Vermandois, (ur. 1085, zm. 1131), żona (1) Roberta de Beaumont, pana de Beaumont, hrabiego de Meulan, earla Leicesteru, (2) Wilhelma II de Warenne, earla Surrey
- Konstancja de Vermandois, żona Godfryda de la Ferte-Gaucher
- Agnieszka de Vermandois (zm. po 1125), żona Bonifacego, markiza del Vasto.

## Hugo w literaturze
Pojawia się w powieści Zofii Kossak pt. Krzyżowcy.